# Gaardsangersken
Gaardsangersken er en dansk stumfilm fra 1916, der er instrueret af Alfred Cohn efter manuskript af C. Petersen.

## Handling
Denne artikel mangler et handlingsreferat. Hjælp os med at skrive det.

## Medvirkende
- Frederik Jacobsen - Bruun, en gammel musiker
- Julie Henriksen - Bruuns hustru
- Alma Hinding - Ella, Bruuns datter
- Anton de Verdier - Tardmo, impresario
- Gunnar Sommerfeldt - Büchner, pianist
- Maja Bjerre-Lind
- Ingeborg Spangsfeldt